# Zeitlarn
Zeitlarn település Németországban, azon belül Bajorországban. Lakosainak száma 5721 fő (2023. december 31.).

## Népesség
A település népessége az elmúlt években az alábbi módon változott:
| Lakosok száma | 2902 | 2761 | 5854 | 5818 | 5834 | 5881 | 5929 | 5890 | 5754 | 5721 |
|               | 1970 | 1975 | 2011 | 2012 | 2014 | 2015 | 2017 | 2019 | 2022 | 2023 |